# Jinx Falkenburgová
Jinx Falkenburgová (nepřechýleně Jinx Falkenburg, rodným jménem Eugenia Lincoln Falkenburg; 21. ledna 1919 – 27. srpna 2003) byla americká modelka, herečka a rozhlasová i televizní moderátorka. Svou kariéru zahájila v několika nevýznamných, španělsky mluvených filmech, brzy však přešla k modelingu a na počátku 40. let se stala dokonce nejlépe placenou modelkou ve Spojených státech. V roce 1945 se provdala za novináře a publicistu Texe McCraryho a společně utvořili pár známý jako „Tex a Jinx“. Pár propagoval a zpopularizoval žánr talk show, nejprve v rádiu a poté i v televizi. Na přelomu 40. a 50. let uspořádali sérii talk show, ve kterých kombinovali rozhovory s celebrity s diskusemi o aktualitách a důležitých i tabuizovaných tématech tehdejší doby.

## Život

### Mládí a začátek kariéry
Eugenia se narodila 21. ledna 1919 americkým rodičům ve španělské Barceloně. Její otec Eugene Lincoln Falkenburg pracoval jako důlní elektroinženýr pro americkou společnost Westinghouse a její matka Marguerite Crooks Falkenburgová byla úspěšná amatérská atletka a tenistka. Eugenia i její bratři Bob a Tom se později stali zdatnými tenisty, přičemž její bratr Bob Falkenburg získal dokonce tři grandslamové tituly, včetně Wimbledonu (v roce 1948). Malá Eugenia se již ve třech letech s rodinou přestěhovala do Santiaga v Chile, kde strávila své dětství. Rodina ji také již od útlého věku vedla ke sportu a ve svých třinácti letech dokonce vyhrála juniorské mistrovství Chile v plavání. Z Chile však revoluce vyhnala rodinu do Spojených států, kde se usadili v Los Angeles. Zde Eugenia začala docházet na střední školu Hollywood High School, kterou však v roce 1935 kvůli herecké a modelingové kariéře opustila.
V 16 letech si ji v tenisovém klubu West Side Tennis Club všiml hledač talentů od filmového studia Warner Bros., který jí následně nabídl smlouvu. Eugenia s nabídkou souhlasila a brzy byla obsazena do série „béčkových“ španělsky mluvených filmů pro distribuci v Latinské Americe. O dva roky později, v roce 1937, začala působit i jako modelka u módního fotografa Paula Hesse, který ji dokonce nazval „nejpůvabnější a nejvitálnější osobností, kterou kdy fotografoval“. Největší ohlas vyvolala její fotografie na obálce časopisu The American Magazine ze srpna 1937, díky které následně obdržela velkou spoustu nabídek od dalších publikací. Jako modelka se Eugenia působící pod pseudonymem „Jinx“ během 30. a 40. let objevila na více než 200 obálkách časopisů a na zhruba 1500 reklamních plakátech. Kvůli své atletické postavě byla též považována za jednu z nejkrásnějších žen tehdejší doby a magazín The New Yorker ji dokonce popsal jako „držitelku jedné z nejfotogeničtějších tváří a tvarů v západním světě“. V časopise Life z 27. ledna 1941 ji také označili za hlavní kandidátku na americkou dívku roku.

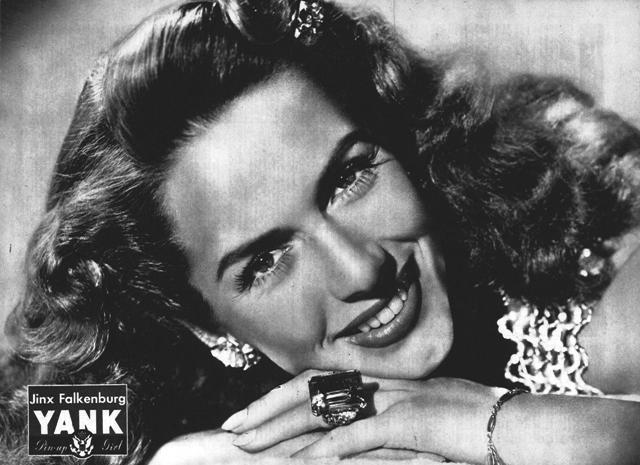
Jinx Falkenburgová na obálce časopisu Yank z 27. dubna 1945

### Vrchol kariéry

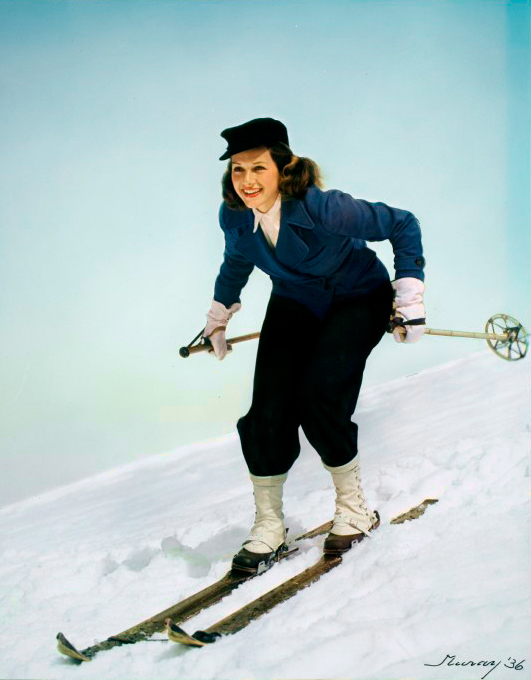
Jinx Falkenburgová na obálce časopisu McCall's z roku 1938

V roce 1939, kdy na Havaji pózovala pro fotografa Edwarda Steichena, se pod ní propadl balkon a Eugenia spadla z výšky zhruba devíti metrů. V bezvědomí a s mnoha zraněními byla ihned převezena do místní nemocnice, kde se setkala s dalším pacientem, se známým bavičem a zpěvákem Alem Jolsonem. Ten jí nabídl roli ve své muzikálové komedii Hold On to Your Hats na Broadwayi. Hra byla poprvé představena v lednu 1940 a i Eugenina malá vedlejší role přitáhla velkou pozornost. V Shubertově divadle tak brzy vznikl také „fan klub“ Jinx Falkenburgové, který se stal tehdy jediným fanklubem nezasvěceným filmové hvězdě. Její modelingová kariéra zaznamenala též v roce 1940 velký průlom, kdy se stala tváří marketingové kampaně newyorského pivovaru Rheingold Beer. Jinx Falkenburgová se následně objevila na billboardech i v hostincích po celém New Yorku, Pensylvánii a Nové Anglii. Na přelomu 30. a 40. let se kromě divadla Falkenburgová angažovala také ve filmech a natočila několik „béčkových“ filmů, převážně u studia Columbia Pictures. Žádný z filmů ani její herecké výkony však u kritiků příliš ohlasu nevyvolaly. Nejslavnějším filmem, ve kterém se kdy objevila, se v roce 1944 stala romantická muzikálová komedie Dívka z titulní strany s Ritou Hayworthovou a Genem Kellym, kde si zahrála sama sebe jako modelku.
Jinx Falkenburgová se s Johnem Reaganem „Texem“ McCrarym poprvé setkala na začátku roku 1941, při oficiálním focení a rozhovoru pro vojenskou publikaci. Tex McCrary tehdy působil jako podplukovník v armádním letectvu, avšak do jejich počínajícího vztahu zasáhla druhá světová válka, do které Spojené státy vstoupily po útoku na Pearl Harbor v prosinci 1941. Nakonec se vzali na konci války, 15. června 1945. Během války se Jinx Falkenburgová, jako mnoho dalších významných žen a hollywoodských hvězd, zapojila do prodeje válečných dluhopisů a návštěv vojenských jednotek v zahraničí. Její nejdelší turné zahrnovalo 80 zastávek na trase dlouhé 68 000 kilometrů přes Čínu, Britskou Barmu a Indii. V roce 1945 byla za svůj přínos oceněna medailí Asiatic-Pacific Campaign Medal (Medaile Asijsko-pacifické kampaně).

### Účinkování v rádiu a příchod televize
Brzy po válce její manžel přesvědčil Davida Sarnoffa, předsedu společnosti RCA (Radio Corporation of America), kterou vlastnila vysílací společnost NBC (National Broadcasting Company), aby jemu a Jinx svěřil ranní rozhlasovou show na newyorské rozhlasové stanici WEAF. Show byla nazvána „Hi Jinx“ (Ahoj, Jinx) a měla premiéru 22. dubna 1946. Manželský pár se zde zabýval aktualitami a kromě nich také kontroverzními tématy, jako například atomovou bombou, organizací OSN, či pohlavními chorobami. Rozhlasová show byla vysílána pět dní v týdnu a brzy se stala hitem u veřejnosti i kritiků. Manželský pár si také zanedlouho vysloužil přezdívku „Mr. Brains and Mrs. Beauty“ (Pan rozum a paní kráska) a brzy též začali pořad kombinovat se staršími i živě vysílanými rozhovory s dalšími známými osobnostmi v jejich sídlech. Do pořadu byli též zváni nejrůznější hosté či baviči jako například Mary Martinová, Ethel Watersová či Esther Williamsová, ale také manželka tehdy již bývalého prezidenta Eleanor Rooseveltová, dcera tehdejšího prezidenta Margaret Trumanová nebo významný letecký konstruktér Igor Sikorskij.
V lednu 1947 manželé McCraryovi debutovali v televizním pořadu At Home, který byl vysílán vždy v neděli večer na stanici NBC. Pořad byl znám také jako „Jinx and Tex at Home“ (Jinx a Tex doma) a kombinovali v něm zaznamenané i živě vysílané rozhovory s dalšími známými osobnostmi v jejich sídlech. O pět měsíců později začal manželský pár také vystupovat v pořadu The Swift Home Service Club. Nadále začali působit i v rádiu v nové rozhlasové show Meet Tex and Jinx, která svou popularitou předstihla i sitcom Duffy's Tavern. Jejich popularita byla na počátku 50. let na vrcholu a kromě účinkování v rozhlase a televizi, psali i sloupky pro deník New York Herald Tribune.

### Žurnalistika a pozdější roky
Jinx Falkenburgová začala v 50. letech dokonce působit jako reportérka, přičemž s magnetofonem dělala rozhovory mimo studio a informovala o aktualitách, včetně korunovace Alžběty II. i svatbě herečky Grace Kellyové s monackým knížetem Rainierem. V roce 1958 také doprovázela tehdejšího viceprezidenta Richarda Nixona na cestě do Venezuely, kde se musela potýkat s davy vrhající kameny a objevila se i v Moskvě před kamerou při debatě mezi Nixonem a sovětským vůdcem Nikitou Chruščovem. Počátkem 50. let se obecně začala zabývat politickými tématy a v roce 1952 také vedla kampaň za kandidaturu generála Dwighta D. Eisenhowera na post prezidenta Spojených států. O dva roky později se na příkaz finančního předsedy Republikánské strany Johna Haye Whitneyho, stala předsedkyní ženského oddělení finančního výboru. Po celý život zůstala republikánkou.
Po ukončení kariéry v roce 1958 se věnovala charitativním divadelním a módním přehlídkám a také sloužila ve správní radě nemocnice North Shore Hospital, kterou se svým manželem pomáhala založit. V roce 1951 vydala svou autobiografii, kterou pojmenovala Jinx. V roce 1980 se Falkenburgová se svým manželem rozešla, nikdy se však nerozvedli a zůstali přáteli. Tex McCrary zemřel 29. července 2003 ve věku 92 let, necelý měsíc před svou manželkou. Jinx Falkenburgová zemřela 27. srpna 2003 v nemocnici North Shore v Manhassetu ve věku 84 let.

## Filmografie

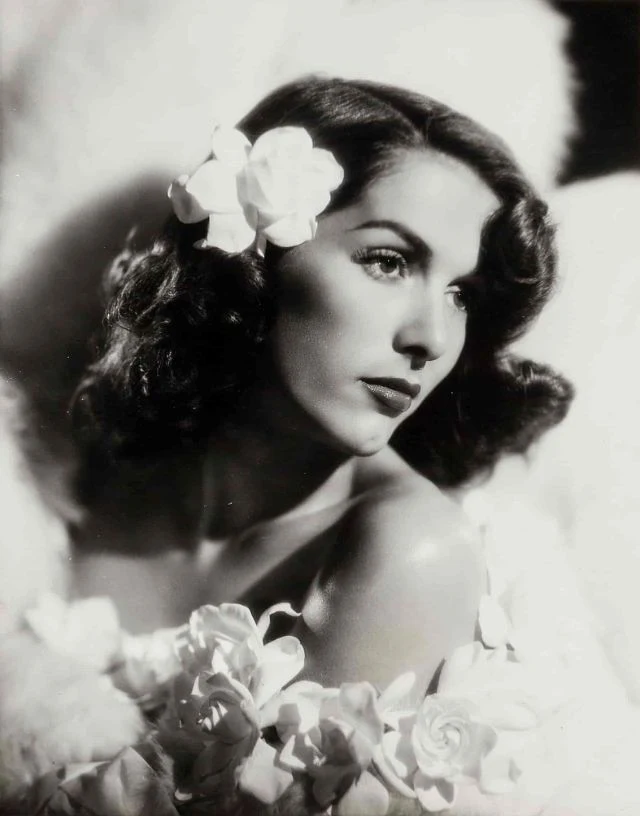
Whitey Schafer: potrétní fotografie Jinx Falkenburgové (1941)

Podle filmových databází ČSFD a IMDb.

### Filmy
Nepřipsané role
- 1935 El cantante de Napoles (režie Howard Bretherton a Moreno Cuyar)
- 1936 Do růžova (režie Norman Taurog)
- 1936 Big Brown Eyes (režie Raoul Walsh)
- 1937 Stand-In (režie Tay Garnett)
- 1937 Nothing Sacred (režie William A. Wellman)
- 1938 There Goes My Heart (režie Norman Z. McLeod)

Pod jinými jmény
- 1936 El Carnaval del diablo (režie Crane Wilbur), uvedena jako Jinx Falconburg
- 1939 The Lone Ranger Rides Again (režie William Witney a John English), uvedena jako Jinx Falken

Jako Jinx Falkenburg
- 1935 Rosa de Francia (režie José López Rubio a Gordon Wiles)
- 1938 Song of the Buckaroo (režie Albert Herman)
- 1941 Two Latins from Manhattan (režie Charles Barton)
- 1941 Sing for Your Supper (režie Charles Barton)
- 1942 Sweetheart of the Fleet (režie Charles Barton)
- 1942 Lucky Legs (režie Charles Barton)
- 1942 Laugh Your Blues Away (režie Charles Barton)
- 1943 She Has What It Takes (režie Charles Barton)
- 1943 Two Señoritas From Chicago (režie Frank Woodruff)
- 1944 Nine Girls (režie Leigh Jason)
- 1944 Dívka z titulní strany (režie Charles Vidor)
- 1944 Tahiti Nights (režie Will Jason)
- 1945 The Gay Senorita (režie Arthur Dreifuss)
- 1946 Meet Me on Broadway (režie Leigh Jason)
- 1946 Talk About a Lady (režie George Sherman)

Krátkometrážní filmy
- 1943 Young and Beautiful (režie Will Jason)
- 1946 Queens of the Court (režie Russell T. Ervin)
- 1948 Appointment with Baby (režie Gene Martel)
- 1949 Strawhat Cinderella (režie Justin Herman